# Flugplatz Bíldudalur

i8
i11
i13
Der Flugplatz Bíldudalur (IATA-Code: BIU, ICAO-Code: BIBD) ist ein unkontrollierter Flugplatz bei dem kleinen isländischen Fischerort Bíldudalur in der Gemeinde Vesturbyggð,  Westfjorde. Er liegt über acht Straßen-Kilometer vom gleichnamigen Ort im Fossfjörður entfernt.

## Infrastruktur
Der Flugplatz kann nur im Sichtflug angeflogen werden, er erfüllt die ICAO-Brandschutzkategorie 3 und verfügt über APAPI in beiden Anflugrichtungen. Der Flugplatz bietet eine Landemöglichkeit für Helikopter.

## Fluggesellschaften und Flugziele
| Fluggesellschaft | Flugziele |
| ---------------- | --------- |
| Norlandair       | Reykjavík |